# Бинчицкий, Ежи
Е́жи Бинчи́цкий (пол. Jerzy Bińczycki, 6 сентября 1937, Краков, Польша — 2 октября 1998, там же) — польский актёр театра и кино.

## Биография
В 1961 году Ежи Бинчицкий закончил Государственную высшую театральную школу имени Людвига Сольского в Кракове. С 1961 по 1965 года работал в театре С. Выспянского в Катовице. В этом театре дебютировал в спектакле «Люди Царства» по пьесе американского писателя Роберта Пенна. С 1965 года работал актёром в краковском Старом театре. Сыграл на сцене этого театра множество ролей. Также проявил себя как режиссёр. В 1975 году создал два спектакля по рассказам Чехова.
С 1 июля 1998 года Ежи Бинчицкий был на должности директора Старого театра.
Умер от внезапного сердечного приступа 2 октября 1998 года.

## Творчество
Первую эпизодическую роль полицейского сыграл в 1962 году в польском кинофильме Drugi brzeg. В следующие годы снимался в различных кинофильмах, играя небольшие роли. В 1975 году сыграл одну из важных ролей Богумила в фильме «Ночи и дни» польского режиссёра Ежи Антчакa (адаптация романа Марии Домбровской). За эту роль Ежи Бинчицкий получил польские кинематографические награды Государственная премия Польши (1976 г.), премия на кинофестивале в Гданьске (1975 г.), Премия «Gwiazda Filmowego Sezonu» (1976 г.) и номинировался на Оскар.
В 1981 году сыграл главную роль Рафала Вильчура в мелодраме Ежи Гофмана «Знахарь», в 1987 году — главную роль в его же фильме «Палата № 6».

## Общественная деятельность
Ежи Бинчицкий был членом партии Демократическая Уния (Unia Demokratyczna — UD), которая позднее стала партией Уния Свободы (Unia Wolności — UW). В 1991 году баллотировался в Польский Сенат, но набрал недостаточное количество голосов.

## Награды
- Орден Возрождения Польши 4 степени (1989);
- Золотой Крест заслуги (1975).

## Память
- Похоронен на Аллее знаменитых людей Раковицкого кладбища Кракова;
- В 2001 году на здании Старого театра в Кракове была открыта мемориальная табличка в честь Ежи Бинчицкого.